# Корсаков, Николай Сергеевич
Николай Сергеевич Корсаков (1852—1925) — русский педиатр, специалист по рахиту, заслуженный профессор Московского университета.

## Биография
Родился в 1852 году (некоторые источники указывают дату рождения — 7 октября 1852 года). Детство, вместе с братом Сергеем, Николай Корсаков провёл в селе Гусь-Хрустальный Владимирской губернии. Их отец, Сергей Григорьевич Корсаков, получивший образование в Московской практической коммерческой академии, был главным управляющим всеми имениями и фабриками купца И. С. Мальцова. Мать — Акилина Яковлевна, урожденная Алянчикова, была широко образованной, мягкой, чуткой женщиной, отличавшейся сердечной добротой. Кроме двух старших братьев в семье родились ещё 2 дочери, Мария и Анна.

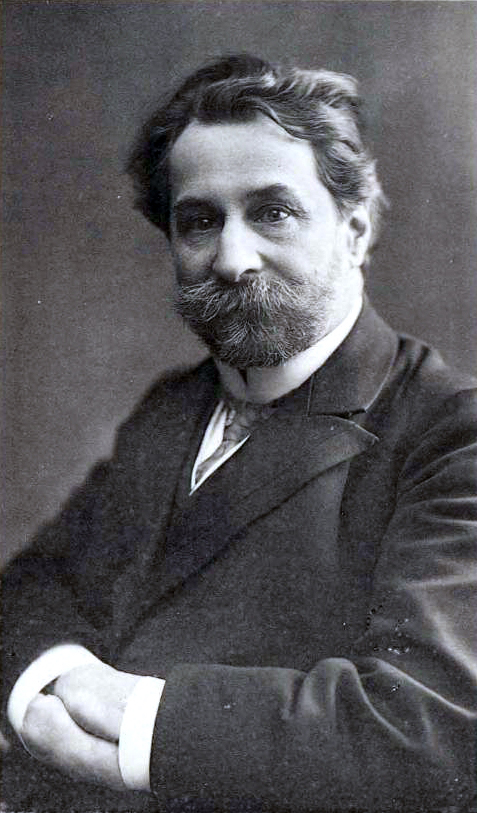
Н. С. Корсаков, 1911

В 1858 году отец покинул службу у Мальцова, приобрёл небольшое имение в Дубровке Рязанской губернии, куда и переехала вся семья; через 2 года они перебрались в Тимонино Богородского уезда Московской губернии. В 1864 году Николая вместе с братом отвезли учиться в Москву и поселили у дяди. Обоих братьев поместили в 5-ю Московскую гимназию (брата Сергея, сразу во 2-й класс). После окончания гимназии братья поступили на медицинский факультет Московского университета.
31 мая 1875 года Н. С. Корсаков с отличием закончил университетский курс и сначала состоял ординатором в детской клинике у Н. А. Тольского. Затем он стал работать в московской детской больнице на Бронной улице — у Н. Ф. Филатова.
С 1882 года в течение двух лет он совершенствовал знания за границей: сначала в Берлине, затем в Вене, где работал под руководством известного педиатра Видергофера. В Вене он начал исследования по рахиту, которые продолжил по возвращении в Москву, и в 1884 году представил результаты в виде диссертации на тему «К вопросу о патогенезе английской болезни» на степень доктора медицины, которую блестяще защитил. В диссертации были изложены результаты опытов, выясняющие влияние на кости растущих животных пищи, бедной известковыми солями, а также влияния на них молочной кислоты, фосфора и стронция. Корсаков своими опытами доказал, что лишение солей извести вызывает у молодого животного заболевание, выражающееся похожими на рахит симптомами и изменениями в скелете.
Весной 1886 года Н. С. Корсаков получил звание приват-доцента и начал читать необязательный курс детских болезней — его лекции под названием «Гигиена детского возраста» были опубликованы в 1891 году отдельной брошюрой. В 1892 году, когда кафедру детских болезней возглавил Н. Ф. Филатов, Корсаков получил в заведование амбулаторию Хлудовской больницы (она же университетская клиника); в феврале 1892 года был назначен сверхштатным экстраординарным профессором Московского университета по кафедре акушерства, женских и детских болезней. С Филатовым Корсаков проработал 10 лет, вплоть до его смерти.
Первый классный чин он получил только 25 августа 1888 года; 1 января 1910 года получил чин действительного статского советника; был награждён орденами : Св. Станислава 2-й ст. (1901), Св. Анны 2-й ст. (1904), Св. Владимира 4-й ст. (1907).
Н. С. Корсаков — один из ведущих отечественных педиатров первой четверти XX века; был одним из учредителей Московского общества детских врачей.
В 1902 году (после смерти Н. Ф. Филатова) Н. С. Корсаков был утверждён ординарным профессором кафедры акушерства, женских и детских болезней медицинского факультета московского университета и оставался им до 1922 года, когда достигнув предельного возраста был освобождён от заведования клиникой и кафедрой и чтения обязательного курса по детским болезням, передав дела профессору В. И. Молчанову. Также с 1902 года он был директором Хлудовской больницы.
Умер 23 мая 1925 года от воспаления лёгких.
Кроме работ по исследованию рахита, известны также его работы: «К патологии после скарлатинных заболеваний» и «К учению о железистой лихорадке»; Корсаков одним из первых отметил закономерность появления позднего лимфаденита при скарлатине и на связь его с послескарлатинозным нефритом.